# Kommunalwahl in Nürnberg 2014

Kleines Wappen der Stadt Nürnberg
Großes Wappen der Stadt Nürnberg

Die Kommunalwahl in Nürnberg 2014 fand, wie in ganz Bayern, am 16. März 2014 statt. Neben dem Nürnberger Oberbürgermeister wurde auch der Rat der Stadt Nürnberg gewählt.

## Ausgangslage
- LLN: 3
- SPD: 32
- Grüne: 5
- ÖDP: 1
- GUTEN: 1
- FW: 1
- FDP: 2
- CSU: 23
- BIA: 2
- Unabh.: 1

Unter den Sitzen der SPD befindet sich der des Oberbürgermeisters.
Bei der Kommunalwahl in Nürnberg 2008 betrug die Wahlbeteiligung bei 368.110 Stimmberechtigten 49,5 % Prozent. Zum Oberbürgermeister wurde mit 64,3 % Ulrich Maly gewählt. Stärkste Fraktion im Nürnberger Stadtrat wurde die SPD mit 43,2 % der Stimmen (32 Sitze), vor der CSU (32,0 %, 23 Sitze) und den Grünen (7,6 %, 5 Sitze). Da es bei der Kommunalwahl keine 5-Prozent-Hürde gibt, sind auch folgende Parteien vertreten: LINKE (4,8 %, 3 Sitze), BIA (3,3 %, 2 Sitze), FDP (3,2 %, 2 Sitze), Die Guten (2,3 %, 1 Sitz), Freie Wähler (1,4 %, 1 Sitz), ÖDP (1,1 %, 1 Sitz) sowie Die Republikaner (1,0 %, 1 Sitz).

## Neuerungen beim Wahlrecht
Im Februar 2012 wurden vom Bayerischen Landtag einige Änderungen am Gemeinde- und Landkreiswahlgesetz beschlossen, die zur Kommunalwahl 2014 gelten. Unter anderem wird die Briefwahl erleichtert und Wahlberechtigte müssen nur zwei statt bisher drei Monate im Wahlkreis gewohnt haben. Eine wichtige Änderung ist der Wegfall des sogenannten „Schwerpunkts der Lebensbeziehungen“. Bisher war nur wählbar, wer im Wahlkreis, hier also Nürnberg, seit mindestens sechs Monaten den Schwerpunkt der Lebenshaltung hatte. Diese Klausel wird nun gelockert. Wählbar ist nun, wer mindestens drei Jahre im Wahlkreis eine Wohnung hat, die nicht die Hauptwohnung sein muss, oder wer sich – ohne eine Wohnung zu haben – im Wahlkreis gewöhnlich aufhält.

## Wahl des Oberbürgermeisters
In den Großen Kreisstädten Bayerns lautet der Titel des von den Bürgern direkt gewählten ersten Bürgermeisters „Oberbürgermeister“. Den zweiten und dritten Bürgermeister wählt der Stadtrat in Nürnberg aus seinen Reihen. Der amtierende Oberbürgermeister Ulrich Maly von der SPD wurde hierbei im ersten Wahlgang mit absoluter Stimmenmehrheit zum dritten Mal wiedergewählt. Zweiter Bürgermeister wurde Christian Vogel (SPD), dritter Bürgermeister Klemens Gsell von der CSU.
Das amtliche Endergebnis des ersten Wahlganges zur Wahl des Oberbürgermeisters am 16. März 2014 lautete wie folgt:
| Partei                          | Kandidat               | Bild            | Stimmen (absolut) | Stimmen (in Prozent) |
| ------------------------------- | ---------------------- | --------------- | ----------------- | -------------------- |
| SPD                             | Ulrich Maly            | Ulrich Maly     | 113.881           | 67,1 %               |
| CSU                             | Sebastian Brehm        | Sebastian Brehm | 40.934            | 24,1 %               |
| Linke Liste Nürnberg            | Marion Padua           |                 | 3.228             | 1,9 %                |
| Bürgerinitiative Ausländerstopp | Ralf Ollert            |                 | 2.933             | 1,7 %                |
| GRÜNE                           | Achim Mletzko          |                 | 2.873             | 1,7 %                |
| Freie Wähler                    | Jürgen Dörfler         |                 | 2.028             | 1,2 %                |
| ÖDP                             | Thomas Schrollinger    |                 | 1.678             | 1,0 %                |
| FDP                             | Christiane Alberternst |                 | 1.094             | 0,6 %                |
| Die Guten                       | Nikolaus Struck        |                 | 1.027             | 0,6 %                |

## Wahl des Stadtrates
Die Nürnberger Stadträte sind, wie in Kommunalverwaltungen üblich, ehrenamtlich tätig. Die berufsmäßigen Stadträte (in Nürnberg als Leiter der jeweiligen Referate als Referenten bezeichnet) werden direkt vom Stadtrat für 6 Jahre gewählt. Sie sind Mitglied des Stadtrates und haben Rede-, aber kein Stimmrecht. In der Regel finden die Wahlen der Referenten in Nürnberg kurz vor der nächsten Kommunalwahl statt.
Der Nürnberg Stadtrat besteht aus 70 Mitgliedern. Da es keine 5-Prozent-Hürde gibt, ist es möglich, mit ca. 1,0 % der abgegebenen Stimmen einen Sitz zu bekommen. Anders als auf Bundes- und Landesebene werden auf Kommunalebene nur selten Wahlumfragen gemacht. Deshalb war es nicht möglich, die aktuelle Stimmung in Nürnberg wiederzugeben.
Jeder Wähler hat so viele Stimmen, wie der Stadtrat Sitze hat. Bei der Kommunalwahl in Bayern können die Wähler kumulieren und panaschieren. Jeder Wahlberechtigte hat 70 Stimmen, was der Anzahl der zu wählenden Stadtratsmitglieder entspricht. Es ist möglich, einem Kandidaten bis zu drei Stimmen zu geben. Es können auch Kandidaten von unterschiedlichen Parteilisten gewählt werden, jedoch darf die Gesamtzahl von 70 Stimmen nicht überschritten werden. Es ist ebenfalls möglich, eine komplette Parteiliste anzukreuzen, wobei jeder Kandidat der Liste eine Stimme erhält. Aus der angekreuzten Liste können auch Kandidaten gestrichen werden.

### Neues Sitzzuteilungsverfahren
2010 hat der Bayerische Landtag beschlossen, dass Kommunalwahlen nicht mehr nach dem D’Hondtschen System, sondern nach Hare/Niemeyer ausgezählt werden. Das verhindert eine Benachteiligung kleiner Parteien und Gruppierungen. Bereits 0,7 bis 0,9 % genügen jetzt, um den ersten Sitz zu gewinnen.
Profitiert haben von dem neuen Sitzzuteilungsverfahren insbesondere die ÖDP und die Freien Wähler. Nach dem alten Verfahren nach D’Hondt benötigte man ca. 1,43 % der Stimmen für einen Sitz (100 % = 70 Sitze). Bei den größeren Parteien wurde dieser Wert auch ungefähr erreicht. So entspricht bei den Grünen ein Sitz ca. 1,5 % der Stimmen, bei der CSU 1,55 % oder bei der SPD 1,37 %.
Nach Hare-Niemeyer wird die Parteistimmenzahl multipliziert mit der Anzahl der Sitze durch die Gesamtstimmenzahl geteilt. Es ergibt sich eine Quote mit Nachkommastellen. Die Ergebnisse aller Listen werden auf eine ganze Zahl abgerundet und die Sitze danach vergeben.
Die verbleibenden Restsitze wurden in der Reihenfolge der höchsten Nachkommareste der Quoten vergeben.

### Wahlergebnis
- LLN: 1
- Linke: 2
- Piraten: 1
- SPD: 32
- Grüne: 6
- ÖDP: 2
- GUTEN: 1
- FW: 1
- FDP: 1
- CSU: 21
- BIA: 2
- Unabh.: 1

Unter den Sitzen der SPD befindet sich der des Oberbürgermeisters.
Amtliches Endergebnis nach Auszählung aller 495 Stimmgebiete:
| Partei                          | Stimmen (absolut) | Stimmen (in Prozent) | Veränderung zu 2008 (in Prozentpunkten) | Sitze |
| ------------------------------- | ----------------- | -------------------- | --------------------------------------- | ----- |
| SPD                             | 4.730.465         | 44,1 %               | +0,9 %                                  | 32    |
| CSU                             | 3.156.184         | 32,6 %               | −2,6 %                                  | 21    |
| GRÜNE                           | 967.607           | 9,0 %                | +1,4 %                                  | 6     |
| Linke Liste Nürnberg            | 443.770           | 4,1 %                | −0,7 %                                  | 3     |
| Bürgerinitiative Ausländerstopp | 332.468           | 3,1 %                | −0,2 %                                  | 2     |
| Freie Wähler                    | 297.213           | 2,8 %                | +1,4 %                                  | 2     |
| ÖDP                             | 223.525           | 2,1 %                | +1,0 %                                  | 2     |
| FDP                             | 216.038           | 2,0 %                | −1,2 %                                  | 1     |
| Die Guten                       | 186.677           | 1,7 %                | −0,6 %                                  | 1     |
| Piratenpartei                   | 180.502           | 1,7 %                | nicht angetreten                        | 1     |
| Ungültige Stimmzettel           | 3 830             | 2,2 %                | −0,1 %                                  | –     |

Sitzverteilung im Nürnberger Stadtrat seit 1946 jeweils zu Anfang der Legislaturperiode

## Briefwahl
Zu allen Wahlen können die Nürnberger Bürger bereits vor Zugang der Wahlbenachrichtigung die Briefwahlunterlagen online beantragen.